# Warte, bald ruhest auch du
Warte, bald ruhest auch du (engl. Original: Cold in the Earth) ist der dritte Roman der Autorin Ann Granger. Er erschien 2004 in deutscher Übersetzung von Edith Walter als Taschenbuch bei Bastei Lübbe. Die englische Ausgabe wurde erstmals 1992 veröffentlicht.

## Inhalt
Der Roman spielt in der fiktiven Gemeinde Bamford.
Meredith Mitchell, die früher einmal in Bamford gewohnt hat, lebt jetzt Toby Smythes Wohnung in London lebt. Sie wird gebeten über Ostern das Haus von Alan Markbys Schwester zu hüten. Markby selbst hat alle Hände voll zu tun: Ein Mädchen stirbt durch Heroin, das in letzter Zeit immer häufiger in der Umgebung entdeckt wird, beim Ausbaggern einer Baugrube wird ein nackter Unbekannter entdeckt. Der Mann ist erst seit kurzem tot und wurde lebendig begraben. Meredith ermittelt auf eigene Faust, unter dem Vorwand einen Bericht über eine Sekte, die vor über hundert Jahren ein Gebetshaus neben der Greyladies-Farm hatte, welches jedoch eines Nachts ausbrannte, zu schreiben. Der Baggerfahrer der die Leiche fand, verschwindet plötzlich und der Polier Jerry Hersey wird durch einen Genickbruch getötet. Es stellt sich heraus, die Alwyn Winthrop und seine Eltern für seinen Bruder Jamie Drogen auf der Farm lagern. Als ein französischer Agent ihnen auf die Schliche kommt, schlägt Mrs. Winthrop ihm mit dem Schürhaken auf den Kopf und die Männer vergraben ihn an der Baustelle. Alwyn denkt, Jerry wisse etwas und tötet daher auch ihn. Meredith entdeckt das Heroin und begibt sich so selbst in Gefahr. Als die Winthrops erfahren, dass ihr Sohn die Farm nicht weiterführen will, steigen sie aus. Jamie wird auf der Flucht verletzt und verhaftet. Meredith und Alan entzweien sich im Verlauf der Ermittlungen, als Meredith ihm klarmacht, dass sie mit manchen Dingen, die mit seinem Beruf verbunden sind, nicht leben könne und sie deswegen keine gemeinsame Zukunft haben.

## Ausgaben
- Warte, bald ruhest auch du. Bastei Lübbe, Bergisch Gladbach 2000, ISBN 3-404-14375-2 (falsche ISBN)